# 2008년 미국 하원의원 선거
2008년 미국 하원의원 선거는 2009년 1월 3일부터 2011년 1월 3일까지 열리는 미국 의회에서 하원 의석 435석을 선출하기 위해 2008년 11월 4일에 실시되었다. 이 선거에서 민주당은 2006년 미국 하원의원 선거보다 더 많은 의석을 확보해 다수당을 유지하였고, 공화당은 2006년 미국 하원의원 선거보다 의석이 감소하게 되었다. 이 선거는 2008년 미국 대통령 선거, 2008년 미국 상원의원 선거, 2008년 미국 주지사 선거와 같이 실시되었다.